# 蘇銓
蘇銓（？—？），字次公，北直隸河間府交河縣（在今河北省）人，明朝進士、清朝官员。

## 生平
崇禎六年（1633年）癸酉科順天府鄉試第一百二十九名舉人，十年（1637年），登丁丑科二甲二十名進士。兵部观政，十一年授临清知州。隨後歸降清朝，官禮部郎中。順治二年（1645年），改山西道監察御史、巡視京通各倉御史、兼巡視通惠閘河糧運事務。順治三年，任蘇松學政、安徽布政使司都事。康熙年間，任光祿寺少卿。康熙八年，任江南鄉試正考官。康熙十二年，任奉天府丞兼學政。

## 家族
曾祖苏九经，庠生；祖蘇飬民，兴县尹；父苏远大，廪生。